# Val McLane
Val McLane (Newcastle upon Tyne, 25 febbraio 1945) è un'attrice britannica.
Nel 1982 ha interpretato Florence nella produzione originale di Londra del musical dedicato ad Andy Capp e per la sua performance è stata candidata al Laurence Olivier Award alla migliore attrice in un musical.

## Filmografia parziale

### Cinema
- Vorrei che tu fossi qui! (Wish You Were Here), regia di David Leland (1987)
- Il ritratto del duca (The Duke), regia di Roger Michell (2020)

### Televisione
- Metropolitan Police - serie TV, 2 episodi (1987-1991)